# Altnaharra
Altnaharra är en by i Highland i Skottland. Byn är belägen 22 km 
från Tongue. Orten har 37 invånare (2011).